# Can Batlle (Verges)
Can Batlle és un edifici al municipi de Verges (Baix Empordà) catalogat a l'Inventari del Patrimoni Arquitectònic de Catalunya. L'edifici de Can Batlle es recolza sobre la muralla medieval de Verges. Sembla que va ser bastit durant el segle xvi i reformat posteriorment, en el segle xviii. Al moment de construcció inicial correspon, entre altres elements, la finestra que dona caràcter de la façana. En aquesta casa va néixer Francesc Cambó i Batlle l'any 1876. En els darrers anys l'arquitecte Bonet va dirigir les obres de restauració de l'edifici.
Can Batlle és dins del recinte fortificat de Verges, adossat per la part posterior a un fragment de la muralla, una torre de la qual queda integrada a l'edifici. Es tracta d'un edifici de grans dimensions, de planta irregular, format per dos cossos diferenciats: el de l'esquerra, de planta i dos pisos, amb dues obertures per planta, i el de la dreta, de planta i un pis, amb dues obertures a la planta baixa i tres a la part superior. El cos de l'esquerra presenta com a element més remarcable de la façana el balcó del primer pis, amb relleus molt desgastats a la llinda, d'estil gòtico-renaixentista. Són també interessants els esgrafiats geomètrics i, en el cos de la dreta, la inscripció de la porta d'accés, amb la data del 1581, així com la torre posterior de base quadrada, que correspon a la fortificació medieval.